# Tinetto
Tinetto là một đảo nhỏ của Ý, nằm ở điểm cực tây của vịnh La Spezia, phía nam đảo Tino, thuộc thị xã Portovenere. Cùng với Portovenere, Cinque Terre, đảo Palmaria và đảo Tino, đảo Tinetto đã được UNESCO công nhận là di sản thế giới từ năm 1997.

## Địa lý và Lịch sử
Tinetto là đảo nhỏ nhất trong số 3 đảo của vịnh La Spezia, ở phía nam, cách đảo Tino một eo biển rất hẹp. Đảo hiện không có người cư ngụ, chỉ có các cây cối mọc bao phủ.
Trong phần phía tây của đảo, có di tích của một nhà thờ nhỏ, được xây từ thế kỷ thứ 6. Ở phần phía đông có di tích của một tòa nhà phức hợp, gồm một nhà thờ với 2 gian dọc, gần đó là các phòng nhỏ riêng biệt dành cho các tu sĩ, được xây trong nhiều giai đoạn trong thế kỷ thứ 11. Tòa nhà phức hợp này cuối cùng bị các người Saracen (Hồi giáo) phá hủy. Trên nóc 1 phiến đá lớn nửa chìm dưới nước ở phía nam, có 1 tượng Stella Maris, cao khoảng 2 mét.

## Động vật
- Trên đảo Tinetto có một động vật bò sát đặc hữu, rất hiếm là con thằn lằn Podarcis muralis tinettoi và từ nhiều năm nay, có 1 tập đoàn chim mòng biển cư trú. Loài chim này rất hung dữ trong mùa chúng sinh đẻ, khiến cho không ai dám tới đảo.